# Avraam Shmulevich
Avraam Shmulevich, eigentlich Nikita Demin (* 1965 in Murmansk) ist ein israelischer Zionist und Gründer der Bead Arzeynu Bewegung (Für unser Land).

## Leben
Avraam Shmulevich wurde in einer Journalistenfamilie geboren und studierte im Fachbereich Biologie der Universität Leningrad. Als er erfuhr, dass seine Großmutter Jüdin war, begann er die Synagoge zu besuchen, nahm den jüdischen Glauben an und lernte Hebräisch. Anfang der 1980er Jahre beantragte er die Repatriierung nach Israel, wurde aber abgelehnt (Refusenik). 1984 erhielt er die israelische Staatsbürgerschaft, wanderte aber nicht aus. Wegen der Verbreitung jüdischer Literatur und Abhaltung von Seminaren wurde er mehrmals verhaftet und schließlich wegen Verbreitung falscher Behauptungen zur Diskreditierung des sowjetischen Sozial- und Wirtschaftssystems angeklagt.
Mit dem Zusammenbruch der Sowjetunion 1991 ließ er sich als Siedler in Hebron nieder, studierte an einer Jeschiwa und gründete, nachdem er einen Sponsor fand, eine eigene Jeschiwa für russischsprachige Exilanten sowie eine ulpan giyur (Konvertitenklasse) in Kirjat Arba. Als ihm das Geld ausging, kehrte er zu seinen historischen Studien und politischer Beratung verschiedener Gruppen zurück.
| Personendaten    | Personendaten                                 |
| ---------------- | --------------------------------------------- |
| NAME             | Shmulevich, Avraam                            |
| ALTERNATIVNAMEN  | Nikita Demin                                  |
| KURZBESCHREIBUNG | israelischer politischer Aktivist und Zionist |
| GEBURTSDATUM     | 1965                                          |
| GEBURTSORT       | Murmansk                                      |